# Кондепуди, Дилип
Дилип Кумар Кондепуди (англ. Dilip Kumar Kondepudi, род. 1952) — индийский учёный, профессор физической химии в Университете Северной Каролины, известный своими работами в области хиральных биомолекул.

## Биография
В 1971 закончил обучение на бакалавра в Мадрасском университете, получил степень магистра по физике в 1973 году в индийском Институте технологии в Бомбее, а докторат по физике на тему «Влияние внешних полей на неравновесные системы» под руководством нобелевского лауреата И. Р. Пригожина защитил в 1979 в Техасском университете в Остине. Считается первым, кто ввёл в научный оборот термин «поток энергии Гиббса» (англ. «Gibbs energy flow»). Преподаёт в Университете Северной Каролины.

## Публикации
- Пригожин И. Р., Кондепуди Д. Современная термодинамика — от тепловых двигателей до диссипативных структур / Перевод Данилов Ю. А., Белый В. В., под ред. Агеев Е. П.. — Мир, 2002. — ISBN 5-03-003538-9.[5][6][7][8]